# Prosopocera decrocki
Prosopocera decrocki là một loài bọ cánh cứng trong họ Cerambycidae.